# Carbonización hidrotérmica

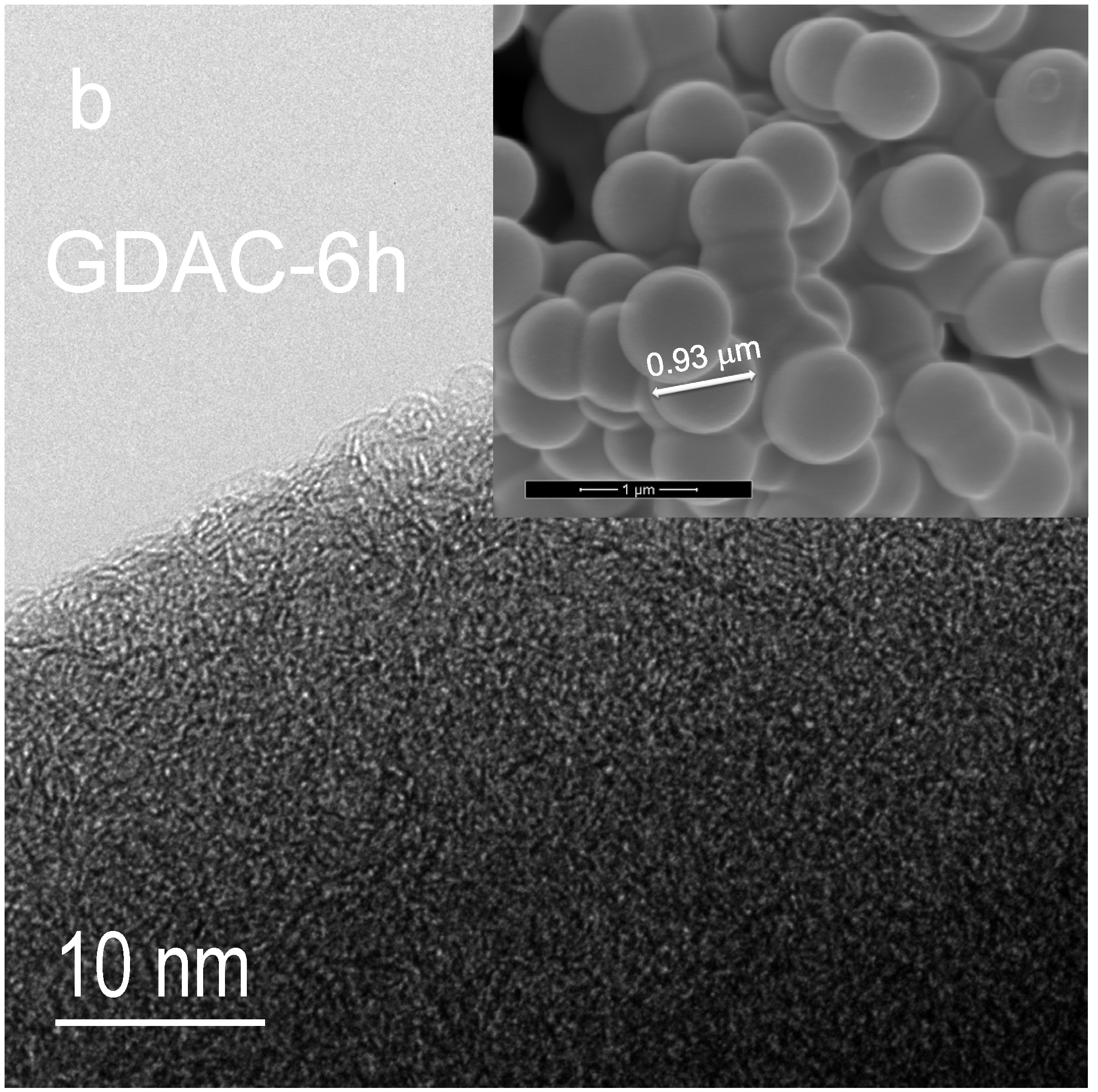
Nano esferas de carbono creadas por carbonización hidrotérmica de glucosa con CO_{2} durante 6 horas, para cambiar propiedades de su superficie. Imagen SEM (microscopía electrónica de barrido) de la Universidad de Tartu.

La carbonización hidrotérmica (en inglés, Hydrothermal carbonization o HTC), también denominada a veces hidrólisis térmica, es un proceso termoquímico para la conversión de compuestos orgánicos a carbonos estructurales. Este proceso puede servir para crear una amplia variedad de materiales carbonados estructurados: producción de sustitutos de lignito, gas de síntesis, precursores líquidos de petróleo y humus desde la biomasa inicial, con una generación neta de energía. El proceso, que imita la formación de lignina que tiene lugar en naturaleza entre 50,000 a 50 millones de años, fue investigado por Friedrich Bergius y descrito por primera vez en 1913.

## Motivación
La eficiencia de conversión de carbono de la mayoría de los procesos para convertir materia orgánica en combustible es relativamente baja. Es decir, la proporción de carbono contenido en la biomasa, que se encuentra posteriormente en el producto final utilizable, es relativamente baja, como puede verse en la tabla a continuación:
| Proceso                                   | Rendimiento de conversión de carbono |
| ----------------------------------------- | ------------------------------------ |
| Fermentación alcohólica                   | 67%                                  |
| Conversión anaeróbica a biogás            | 50%                                  |
| Producción de carbón vegetal desde madera | 30%                                  |
| Producción de humus por compostaje        | 5% a 10%                             |

La parte no utilizada del carbono normalmente es emitida a la atmósfera como dióxido de carbono (CO2) o en algunos casos, como en la fermentación anaerobia, como metano (CH4). Ambos son gases de efecto invernadero. Son procesos exotérmicos, pero normalmente el calor liberado no puede utilizarse, por tener un nivel térmico bajo.
Una de las limitaciones de la producción de biodiésel a partir de aceite vegetal es el hecho de que solo la energía contenida en el fruto puede ser utilizado (aceite de semillas, etc.). Si se logra utilizar la planta entera para la producción de biocombustible, la producción de energía se multiplicaría por un factor de entre tres y cinco con la misma área de cultivo. Al mismo tiempo, para la misma producción de energía, se requeriría un menor uso de herbicida, energía, siendo mucho más interesante y eficiente. La carbonización hidrotérmica, al igual que otros procesos como la licuefacción de biomasa (biomass-to-liquid), permite el aprovechamiento casi completo del carbono contenido en la biomasa para la producción de combustible.

## Proceso
La biomasa se calienta junto con agua entre 170 y 190 °C en un recipiente a presión (entre 7.9 y 12.6 bar), con el objetivo de que la reacción se produzca en fase líquida. Un ejemplo se puede ver en la ecuación adjunta, donde la glucosa (C6H12O6) se deshidrata.
Durante la reacción, el pH se reduce hasta 4-5 debido a la hidrólisis de los grupos acetilo de la hemicelulosa, produciendo ácido acético (junto con algunos otros ácidos) que se disocia generando iones oxonio. Este proceso se llama autohidrólisis.
Puede ser acelerado mediante la adición de una pequeña cantidad de ácido cítrico. En este caso, a valores bajos de pH, más de carbono pasa a la fase acuosa.
Cuando la reacción se realiza por cargas, después de 12 horas la conversión suele ser del 90 a 99% transformado en esferas de lignina (C6H2O) con tamaños de poro entre 8 y 20 nm, como una fase sólida, el restante 1% a 10% de carbono pasa al hidrolizado como azúcares monoméricos y algunos oligómeros o como dióxido de carbono. Una ecuación de ejemplo de reacción para la formación de lignina es:
La reacción puede ser parada en varias etapas con eliminación incompleta de agua, dando productos intermedios diferentes. En los primeros minutos se suelen formar sustancias lipofílicas, pero son muy reactivas y posteriormente polimerizan formando carbón y distintas estructuras después de que aproximadamente 8 horas.

## Eficiencia
Como resultado de la reacción exotérmica de carbonización hidrotérmica, alrededor de un 37,5% del poder calorífico de la biomasa se libera (en base seca). Si el proceso es manejado adecuadamente, es posible utilizar este calor residual de la biomasa húmeda para producir biocarbón seco.